# Lebensbescheinigung
Eine Lebensbescheinigung wird von Versicherungsträgern verlangt, die Leibrenten zahlen, sowie von staatlichen Stellen, die Leistungen erbringen, die mit dem Leben einer Person zusammenhängen. Um nicht für eine bereits verstorbene Person Rente zu zahlen, wird regelmäßig eine Lebensbescheinigung gefordert. Gewisse vertrauenswürdige Stellen bestätigen auf einer Lebensbescheinigung, dass die angegebene Person lebt.
Jeder Versicherungsträger und jede staatliche Stelle kann selbst festlegen, welchen Stellen sie zur Ausstellung einer Lebensbescheinigung vertraut, beispielsweise dem deutschen Generalkonsulat im jeweiligen Ausland. Diese Stelle beglaubigt die Angaben der Person, insbesondere dass diese noch lebt.
In Deutschland kann eine Meldebescheinigung nach § 18 Absatz 2 Bundesmeldegesetz (BMG) „die Tatsache, dass ein Sterbedatum nicht gespeichert ist, enthalten“.

## Anfordernde Stellen
- Der Renten Service der Deutschen Post AG ist von der Deutschen Rentenversicherung nach § 119 Sechstes Buch Sozialgesetzbuch beauftragt für die Einholung von Lebensbescheinigungen im Rahmen des § 60 Abs. 1 des Ersten Buches Sozialgesetzbuch.
Aufgrund von § 65 Abs. 1 Nr. 3 des Ersten Buches Sozialgesetzbuch in Verbindung mit der Auswertung der Sterbefallmitteilungen nach § 101a des Zehnten Buches Sozialgesetzbuch brauchen Personen in Deutschland und den folgenden Ländern nicht jährlich[1] eine Lebensbescheinigung beizubringen: Australien, Belgien, Bulgarien, Dänemark, Finnland, Frankreich, Israel, Italien, Kroatien, Luxemburg, Niederlande, Österreich, Polen, Schweden, Schweiz, Slowenien, Spanien, Ungarn und das Vereinigte Königreich.
- Eine Lebensbescheinigung wurde bis Ende des Jahres 2010 benötigt, um einen Kinderfreibetrag für ein Kind auf der Lohnsteuerkarte eintragen zu lassen, das nicht im Haushalt des Steuerpflichtigen lebte. Durch die Einführung der elektronischen Lohnsteuerkarte im Jahr 2011 und durch Änderungen der gesetzlichen Grundlagen ist die Vorlage einer steuerlichen Lebensbescheinigung nicht mehr erforderlich, diese wird folglich auch nicht mehr von den Gemeinden ausgestellt.
- Private Rentenversicherungen verlangen ebenfalls Lebensbescheinigungen, als solche wird oft eine Meldebescheinigung oder Aufenthaltsbescheinigung einer Meldebehörde akzeptiert.